# Старобасанське (заказник)
Старобаса́нське — гідрологічний заказник місцевого значення в Україні. Розташований у Бобровицькому районі Чернігівської області, неподалік від села Стара Басань. 
Площа 278 га. Статус присвоєно згідно з рішенням Чернігівського облвиконкому від 24.12.1979 року № 561; від 27.12.1984 року № 454; від 28.08.1989 року № 164. Перебуває у віданні: Старобасанська і Ярославська сільські ради. 
Розподіл земель заказника:
- Водний фонд — 44,9 га
- Болота — 233,1 га

Основним завданням заказника є збереження у природному стані типового для лісостепу болотного масиву у заплаві р. Басанка. Тут зростають очерет звичайний, осока, лепешняк великий та лучно-болотне різнотрав'я (лепешняк плаваючий, лепеха звичайна, жовтець язиколистий, плакун верболистий, вербозілля звичайне, живокіст лікарський, вовконіг європейський). Заказник який має велике значення для збереження водного режиму річки. 